# Valeria Moriconi
Valeria Moriconi; geborene Valeria Maria Abbruzzetti (* 15. November 1931 in Jesi, Marken; † 15. Juni 2005 ebenda) war eine italienische Schauspielerin.

## Leben
Moriconi begann ihre Schauspielkarriere am Theater, wo sie sowohl in klassischen Stücken von William Shakespeare (Ende gut, alles gut) als auch in modernen Stücken von Bertolt Brecht (Leben Eduards des Zweiten von England) Erfolg hatte.
Mitte der 1950er Jahre gab sie ihr Leinwanddebüt und übernahm bis 2002 über 30 Filmrollen. Ihre bekanntesten Filme sind Terror in Oklahoma (Il Terrore dell'Oklahoma, 1959) und Vergewaltigt in Ketten (A cavallo della tigre, 1961).
Sie wurde im Laufe ihrer Karriere mit vielen Theaterpreisen ausgezeichnet, unter anderem dem renommierten Kritikerpreis Simoni. 2002 wurde sie für ihre Verdienste um das italienische Theater vom damaligen Staatspräsidenten Oscar Luigi Scalfaro zum Grand’ Ufficiale della Repubblica  ernannt.

## Filmografie (Auswahl)
- 1958: Aufstand der Gladiatoren (La rivolta dei gladiatori)
- 1959: Terror in Oklahoma (Il terrore dell'Oklahoma)
- 1961: Vergewaltigt in Ketten (A cavallo della tigre)
- 1965: Mädchen für die Soldaten (Le soldatesse)